# Araeognatha duplicata
Araeognatha duplicata är en fjärilsart som beskrevs av John Henry Leech. Araeognatha duplicata ingår i släktet Araeognatha och familjen nattflyn. Inga underarter finns listade i Catalogue of Life.